# The Only Ones
The Only Ones sono un gruppo rock britannico formatosi nel 1976. Nel corso dell'attività ha variato fra i generi punk rock, power pop e hard rock. Il gruppo, scioltosi nel 1982, si è riformato nel 2007 a seguito del grande successo di una campagna pubblicitaria Vodafone, che utilizzava  la loro canzone Another Girl, Another Planet, originariamente pubblicata nel 1978. Il gruppo ha compiuto un breve tour nel Regno Unito nel 2007 che ha poi continuato anche nel 2008.

## Formazione
- Peter Perrett (voce)
- John Perry (chitarra)
- Mike Kellie (batteria)
- Alan Mair (basso)

## Discografia

### Album in studio
- 1978 - The Only Ones
- 1979 - Even Serpents Shine
- 1979 - Special View
- 1980 - Baby's Got a Gun
- 1984 - Remains
- 1989 - The Peel Sessions Album
- 1991 - The Immortal Story
- 1993 - The Big Sleep
- 2002 - Darkness & Light
- 2004 - Why Don't You Kill Yourself?
- 2006 - Another Girl Another Planet: The Best Punk Album in the World

## Live
- 1989 - Live
- 1989 - Live in London